# Grijskopzanger
De grijskopzanger (Geothlypis philadelphia; synoniem: Oporornis philadelphia) is een zangvogel uit de familie Parulidae (Amerikaanse zangers).

## Verspreiding en leefgebied
Deze soort komt voor in zuidoostelijk Canada en de noordoostelijke Verenigde Staten en overwintert van Nicaragua tot noordwestelijk Zuid-Amerika.